# Miyage

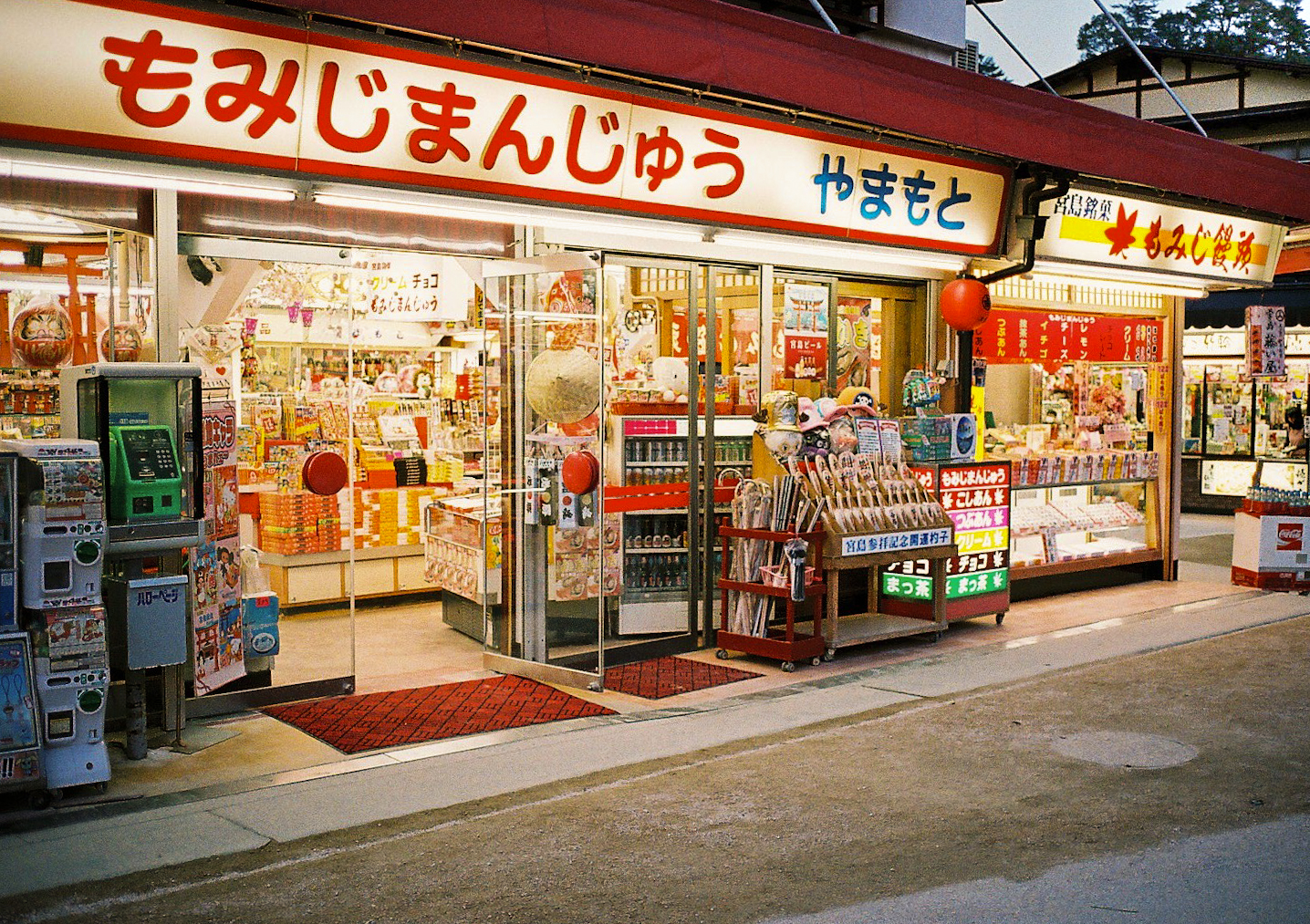
Miyajima (Miyage-Geschäft) in Hiroshima (2012)

Miyage (japanisch 土産, oft mit Honorativpräfix 御 o-) sind im Japanischen Mitbringsel bzw. Souvenirs von Reisen. Miyage sind dabei jedoch hauptsächlich Nahrungsmittel, die regionale Spezialitäten darstellen (Meibutsu) oder ein Symbol oder ein Bild des Reisezieles aufgedruckt haben.

## Übersicht
Miyage stellen dabei eine soziale Pflicht (giri) dar, die von Nachbarn und Arbeitskollegen nach einer Reise aus Höflichkeit erwartet werden, auch bei einem kurzen Tagesausflug, während im Gegensatz dazu Souvenirs eher spontan für einen selbst gekauft werden. Aus diesem Grund werden Miyage an jedem beliebten Reiseziel sowie Bahn- und Busbahnhöfen in vielen Variationen angeboten, und es gibt weit mehr Andenkenläden als an vergleichbaren Orten in Europa.
Beliebte Miyage sind gefüllte Klebreisbällchen (Mochi), Reiscracker (Senbei) oder gefüllte Kekse.
Ursprünglich waren Miyage jedoch wegen ihrer Verderblichkeit keine Nahrungsmittel, sondern nach Franziska Ehmcke „Etwas, das man vom Schrein mitführt, d. h. ein Amulett oder etwas anderes Geweihtes, Heiliges“. Pilgerreisende der Edo-Zeit hätten von den Mitgliedern ihrer Gemeinschaft vor Antritt der Reise eine Gabe, zumeist Geld, zum Abschied, sembetsu, erhalten. Im Gegenzug dafür hätten die Pilger bei ihrer Rückkehr ihrer Gemeinschaft eine „Gabe vom Schrein“, miyage, mitgebracht, um die Daheimgebliebenen auf diese Weise symbolisch-konkret in die Reise miteinzubeziehen. Nach dem Eisenbahnwissenschaftler Yūichirō Suzuki erlaubte erst die schnellere Transportmöglichkeit der Eisenbahn, weniger haltbare Güter wie Nahrungsmittel als Andenken zurückzubringen, die sich dann als Miyage durchsetzten. Gleichzeitig führte dies zur Entstehung neuer regionaler Spezialitäten wie etwa beim Abekawa mochi, das ursprünglich ein normales Mochi war, dessen Rezeptur dann durch Gyūhi ersetzt wurde, dessen höherer Zuckeranteil es haltbarer für lange Bahnreisen machte.

## Etymologie
Die verwendeten Schriftzeichen haben die Bedeutung „Produkt der Erde“ und teilen diese mit dem Wort dosan bzw. tosan mit der primären Bedeutung „regionales Produkt“. Dosan/Tosan ist dabei die sinojapanische Lesung des aus China übernommenen Wortes. Die Aussprache miyage hat diesbezüglich keine Beziehung zur Schreibweise, sondern ist ein älterer Begriff, dem erst nachträglich Schriftzeichen ohne Rücksicht auf deren Aussprache zugewiesen wurden (Jukujikun). Die Bedeutung von Miyage selber ist ungeklärt, wobei zumeist miya (宮) für Shintō-Schrein und ke (笥) für „Essensbehälter“ angenommen wird, d. h. beim Besuch von Schreinfesten mitgebrachtes Essen, daneben aber auch miyako (都) für „Hauptstadt“ und ke, also von Hauptstadtbesuchen mitgebrachtes Essen; miyake (屯倉) einem weiteren Jukujikun für ein Krongut bzw. kaiserliches Nahrungsmittellager; oder miyako und kaeru für „zurückkehren“.

## Temiyage
Miyage sollte unterschieden werden von Temiyage (手土産). Temiyage sind Geschenke, die man bei Besuchen mitbringt. Es handelt sich dabei um Süßigkeiten, Obst oder Ähnliches. Während Miyage Mitbringsel von der Reise sind, bringt man Temiyage bei fast allen Besuchen im sozialen Kontakt mit.